# Tennis de table aux Jeux asiatiques
Le tennis de table est l'un des sports pratiqués lors des Jeux asiatiques depuis 1958 (à l'exception de l'année 1970).
Les épreuves disputées se déroulent en simple et en double, masculins et féminins.

## Palmarès

### Simple messieurs
| Année | Lieu              | Or                                    | Argent                                | Bronze                                |
| ----- | ----------------- | ------------------------------------- | ------------------------------------- | ------------------------------------- |
| 1958  | Tokyo             | Li Kou-Tin                            | Keisuke Tsunoda                       | Seiji Narita                          |
| 1958  | Tokyo             | Li Kou-Tin                            | Keisuke Tsunoda                       | Ichiro Ogimura                        |
| 1962  | Jakarta           | Keiichi Miki                          | Ichiro Ogimura                        | Koji Kimura                           |
| 1966  | Bangkok           | Kim Chung-Yong                        | Nobuhiko Hasegawa                     | Houshang Bozorgzadeh                  |
| 1966  | Bangkok           | Kim Chung-Yong                        | Nobuhiko Hasegawa                     | Koji Kimura                           |
| 1970  | Bangkok           | Pas de compétition de tennis de table | Pas de compétition de tennis de table | Pas de compétition de tennis de table |
| 1974  | Teheran           | Liang Geliang                         | Mitsuru Kohno                         | Yun Chol                              |
| 1978  | Bangkok           | Liang Geliang                         | Guo Yuehua                            | Cho Yong-Ho                           |
| 1978  | Bangkok           | Liang Geliang                         | Guo Yuehua                            | Norio Takashima                       |
| 1982  | New Delhi         | Xie Saike                             | Kiyoshi Saito                         | Cho Yong-Ho                           |
| 1982  | New Delhi         | Xie Saike                             | Kiyoshi Saito                         | Seiji Ono                             |
| 1986  | Séoul             | Yoo Nam-Kyu                           | Hui Jun                               | Kim Wan                               |
| 1986  | Séoul             | Yoo Nam-Kyu                           | Hui Jun                               | Yoshihito Miyazaki                    |
| 1990  | Beijing           | Ma Wenge                              | Wei Qingguang                         | Chen Longcan                          |
| 1990  | Beijing           | Ma Wenge                              | Wei Qingguang                         | Yoo Nam-Kyu                           |
| 1994  | Hiroshima         | Wang Tao                              | Yoo Nam-Kyu                           | Kim Taek-soo                          |
| 1994  | Hiroshima         | Wang Tao                              | Yoo Nam-Kyu                           | Ma Wenge                              |
| 1998  | Bangkok           | Kim Taek-soo                          | Liu Guoliang                          | Kong Linghui                          |
| 1998  | Bangkok           | Kim Taek-soo                          | Liu Guoliang                          | Oh Sang-Eun                           |
| 2002  | Busan             | Wang Liqin                            | Chuang Chih-yuan                      | Kong Linghui                          |
| 2002  | Busan             | Wang Liqin                            | Chuang Chih-yuan                      | Oh Sang-Eun                           |
| 2006  | Doha              | Wang Hao                              | Ma Lin                                | Li Ching                              |
| 2006  | Doha              | Wang Hao                              | Ma Lin                                | Ryu Seung-Min                         |
| 2010  | Guangzhou         | Ma Long                               | Wang Hao                              | Joo Se-hyuk                           |
| 2010  | Guangzhou         | Ma Long                               | Wang Hao                              | Jun Mizutani                          |
| 2014  | Incheon           | Xu Xin                                | Fan Zhendong                          | Joo Se-hyuk                           |
| 2014  | Incheon           | Xu Xin                                | Fan Zhendong                          | Chuang Chih-yuan                      |
| 2018  | Jakarta-Palembang | Fan Zhendong                          | Lin Gaoyuan                           | Noshad Alamiyan                       |
| 2018  | Jakarta-Palembang | Fan Zhendong                          | Lin Gaoyuan                           | Lee Sang-su                           |
| 2022  | Hangzhou          | Wang Chuqin (CHN)                     | Fan Zhendong (CHN)                    | Jang Woo-jin (KOR)                    |
| 2022  | Hangzhou          | Wang Chuqin (CHN)                     | Fan Zhendong (CHN)                    | Wong Chun Ting (HKG)                  |

## Tableau des médailles
[Quand ?]
| Rang  | Pays           | Or | argent | bronze | Total |
| ----- | -------------- | -- | ------ | ------ | ----- |
| 1     | Chine          | 55 | 30     | 26     | 111   |
| 2     | Japon          | 20 | 17     | 39     | 76    |
| 3     | Corée du Sud   | 10 | 27     | 43     | 80    |
| 4     | Hong Kong      | 2  | 8      | 6      | 16    |
| 5     | Vietnam        | 2  | 0      | 2      | 4     |
| 6     | Taipei chinois | 1  | 4      | 16     | 21    |
| 7     | Corée du Nord  | 1  | 2      | 15     | 18    |
| 8     | Singapour      | 0  | 2      | 5      | 7     |
| 9     | Indonésie      | 0  | 1      | 0      | 1     |
| 10    | Iran           | 0  | 0      | 2      | 2     |
| Total | Total          | 91 | 91     | 154    | 336   |